# Az oszmán társadalom szerkezete
Az oszmán társadalom szerkezete az Oszmán Birodalom fennállásának hat évszázada alatt fő vonásaiban keveset változott. A szultánok állama a pusztai nomád birodalmaknak – a 13. századi Mongol Birodalomtól eltekintve – a legfejlettebb, legerősebb leszármazottja lett. 
Az Oszmán Birodalom társadalmi szerkezetét az ázsiai típusú, a szultán személye által gyakorolt állami földmonopólium határozta meg. Ez az egyik oldalon az uralkodói hatalom végletes megerősödéséhez, a másikon az alattvalók – beleértve a legmagasabb rangú tisztségviselőket, így a nagyvezírt is – teljes egzisztenciális kiszolgáltatottságához vezetett.

## Felépítése
Amikor az oszmán-törökök a kisázsiai szeldzsuk szultánság egyik kis utódállamaként terjeszkedni kezdett, a szabad harcosokat irányító vezérüket még csak emirnek, bégnek vagy gázinak tisztelték. Az államocskában nomád örökség, szeldzsuk, perzsa, bizánci, arab hatások keveredtek.
Az oszmán-törökök harci sikereinek egyik forrása a hadszíntéri parancsnokok önálló kezdeményezése volt. A vezető pozíciókat kezdetben a nomádságból kiemelkedő török nemzetségfők töltötték be, akik azonban gyakori lázongásaikkal, önállósodási kísérleteikkel sok gondot okoztak az uralkodónak. Az állam megszilárdulásával párhuzamosan azonban – a harcosok időnkénti felkelései ellenére – a szultán lecserélte az uralkodó elitet, fokozatosan félreállította a hagyományos nagy családokból (Evrenosz, Mihaloglu, Timurtas, Iszhakoglu, Turahán és Csandarli familiák) kikerült vezetőket. 1360-ban, amikor I. Murád még hercegként Anatóliába vezetett hadjáratot, szolgarendű nevelőjét hagyta a Balkánon helytartónak. Kezdetét vette az a folyamat, amelynek során egy részben renegátokból, rabokból, részben ortodox iszlám jogászokból álló új elit alakult ki.
A váltás eredményeképpen a hagyományos befolyásos családok – akiket a szultán lehetséges ellenfeleknek tekintett – helyébe olyan gyökértelen, a devsirme rendszer keretében nevelkedett személyek léptek, akik csak a szultán jóindulatától függtek. Kiszolgáltatottságuk európai mércével felfoghatatlan volt, viszont a legtehetségesebbek egészen a hatalom csúcsa közelébe juthattak. Az 1453 és 1600 közötti harminchat nagyvezír közül csak három volt bizonyíthatóan, egy pedig valószínűleg török etnikumú. A korábbi nagy családok fokozatosan kiszorultak az állam vezetéséből.
Az elit leváltásával párhuzamosan végletekig centralizált hatalmi gépezet épült ki. A 15. század végére a kis állam igazgatása törvénykönyvekben szabályozott, terebélyes bürokráciát foglalkoztató birodalmi kormányzattá változott.
Kialakult az a struktúra, amely aztán a 18. századig lényegében változatlan maradt, bár az egyes vezető személyek európai szemmel nézve szédítő sebességgel emelkedtek fel és buktak meg. Az elitet alkotó személyek folyamatos cseréje nem igazi társadalmi mobilitás volt, hanem az egyének kiszolgáltatottságának látványos kifejeződése.
A teljhatalmú szultán alatt ugyancsak nagy hatalmú, erős, de személyeiben kiszolgáltatott elit állt. Alattuk az aszkerik, a tisztikar és a közhivatalnokok ugyancsak teljes mértékben a szultántól függő  társadalmi osztálya helyezkedett el. Ők személyükben – „jelentéktelenségük” miatt – kevésbé voltak az önkénytől veszélyeztetettek.
Alattuk volt a lakosság túlnyomó többsége, az adózásra kötelezett dolgozók tarka vallású és etnikumú tömege, a ráják, illetve a tényleges rabszolgák.
A szultáni szerájban összpontosuló hatalom az európainál abban a korban fejlettebb bírói és közigazgatási szervezetre, valamint hadseregre támaszkodott. Az oszmán állam jövedelme a hódítások és az uralmuk alatt élő népek szigorú megadóztatása révén magas volt: a 15. század elején – az ankarai csata előtt – mintegy 1,5 millió aranyra rúgott.
Az oszmán államháztartás egyensúlyát azonban csak folytonos hódításokkal, zsákmányolással lehetett fenntartani. Emiatt a szultánoknak fenn kellett tartani a terjeszkedés politikáját, amit persze az iszlám ideológiája is megkövetelt.

## Tulajdonviszonyok
A birodalom ázsiai típusú társadalmi rendszerében a földmagántulajdon szinte egyáltalán nem létezett. Az eredetleg nomád oszmán törökség által meghódított minden föld az államot megtestesítő uralkodóé lett. Vár, nagyobb település, bánya, jelentős kikötő vagy vámhely soha nem lehetett magántulajdonban. A meghódított területek nagy részén a timár-rendszer keretében, főleg szpáhik szolgálati birtokaként kezelték az állami tulajdonban maradó földeket.
A leghatalmasabb vagy legügyesebb nagyurak is csak kivételesen szerezhettek európai mércével mérve kis vagy közepes méretű saját tulajdonú birtokokat, mülköket. A szultáni teljhatalom azonban a mülkök helyzetét is bizonytalanná tette. Tulajdonosa általában csak úgy tudta gyermekeire átörökíteni a birtoknak legalább a jövedelmét, hogy azt vallási alapítvánnyá, vakuffá tette.